# Babe Didrikson Zaharias
Mildred Ella »Babe« Didrikson Zaharias (Port Arthur, Teksas, 26. lipnja 1911.  – Galveston, Teksas, 27. rujna 1956.) bila je američka atletičarka norveškoga podrijetla koja se, osim u atletici, natjecala i u golfu, košarci i bejzbolu. Osvojila je dva zlatna i jedno srebrno odličje u atletici na Ljetnim olimpijskim igrama 1932. prije negoli se okrenula profesionalnom golfu i osvojila 10 velikih LPGA-inih prvenstava. 
Rođena je 1911., kao šesto od sedmero djece u Port Arthuru u Teksasu. Njezina majka Hannah i otac Ole Didriksen bili su useljenici iz Norveške. Iako su trojica starije braće rođena u Norveškoj, Babe i njezina tri preostala brata i sestre rođeni su u Port Arthuru u SAD-u. Kasnije je promijenila način pisanja svoga prezimena iz Didriksen u Didrikson. S obitelji se s četiri godine preselila u Beaumont. Tvrdila je da je zaradila nadimak »Babe« (po Babeu Ruthu) kada je pogodila pet home runova tijekom bejzbolske utakmice, iako ju je majka zvala »Babe« otkako je bila mala.[nedostaje izvor]
Iako je uglavnom bila poznata po svojim športskim uspjesima, Didrikson je imala mnogo talenata. Natjecala se, između ostalog, na natjecanjima krojačica. Većinu svoje odjeće krojila je sama, uključujući i odjeću za golf. Babe je tvrdila da je osvojila prvenstvo u šivanju na Državnom sajmu Teksasa u Dallasu 1931.; pobijedila je i na Državnom sajmu Južnog Teksasa u Beaumontu. Pohađala je srednju školu Beaumont. Škola joj nije išla na ruku, ponavljala je osmi razred. Na kraju je napustila školu bez mature, nakon što se preselila u Dallas kako bi igrala košarku. Bila je pjevačica, svirala je harmoniku i snimila nekoliko pjesama za Mercury Records. Njezina najprodavanija pjesma bila je „I Felt a Little Teardrop” s „Detour” na drugoj strani.
Didrikson je postavila četiri svjetska rekorda, osvojivši dva zlatna i jedno srebrno odličje u atletici na Olimpijskim igrama u Los Angelesu 1932. U utrci na 80 metara s preponama izjednačila je svjetski rekord od 11,8 sekundi u svojoj uvodnoj utrci. U završnici je oborila svoj rekord s rezultatom od 11,7 i tako osvojila zlato. U bacanju koplja također je osvojila zlato s olimpijskim rekordom od 43,69 metara. U skoku u vis osvojila je srebro izjednačivši svjetski rekord skokom od 1,657 metara.
Didrikson je jedina iz svijeta atletike, koja je osvojila pojedinačne olimpijske medalje u odvojenim disciplinama trčanja, bacanja i skakanja. Udala se za Georgea Zahariasa, profesionalnog hrvača, u St. Louisu u Missouriju, 23. prosinca 1938. godine.
„Associated Press” proglasio ju je 1999. najboljom atletičarkom 20. stoljeća. Godine 2000. časopis Sports Illustrated proglasio ju je drugom na svom popisu najboljih atletičarki svih vremena, iza sedmobojke Jackie Joyner-Kersee. Također je uvrštena u Svjetsku kuću slavnih iz svijeta golfa. Najviše je plasirana žena, na br. 10, na ESPN-ovom popisu 50 najboljih športaša 20. stoljeća. Godine 2000. časopis Golf Digest uvrstio ju je na drugo mjesto najboljih igračica golfa (nakon Mickey Wright).